# Kaggeboda
Kaggeboda är en småort i Frötuna socken i Norrtälje kommun, belägen 6-7 km öster om Norrtälje.
Orten består av västra Kaggeboda, södra Kaggeboda och norra Kaggeboda. Vid påfarten/avfarten till E18 finns en livsmedelsbutik med bensinpump, en pizzeria, en färgaffär och en byggnadsvårdsbutik. 